# Acanthagrion floridense
Acanthagrion floridense – gatunek ważki z rodziny łątkowatych (Coenagrionidae). Występuje w Ameryce Południowej – od Kolumbii na południe po Argentynę i Urugwaj.